# Iglesia Evangélica Luterana Getsemaní
La Iglesia Evangélica Luterana Getsemaní (en inglés, Gethsemane Evangelical Lutheran Church) es una iglesia ubicada en 4461 Twenty-Eighth Street en Detroit (Estados Unidos). Fue designado Sitio Histórico del Estado de Míchigan en 1980 e incluido en el Registro Nacional de Lugares Históricos en 1982.  El edificio ahora alberga la Iglesia Bautista Misionera de Motor City.

## Historia
A fines del siglo XIX, inmigrantes de habla alemana comenzaron a mudarse al suroeste de Detroit. La Iglesia Evangélica Luterana Zion en Military Street se estableció en 1882 para atender esta afluencia de personas. La nueva congregación creció rápidamente y, en 1890, los élderes de Sion comenzaron una congregación hija y le encargaron a la firma de arquitectos Spier & Rohns que diseñara una estructura de madera cuya construcción no costara más de 2000 dólares. Este edificio es el único ejemplo conocido de una iglesia de madera diseñada por la firma.
La iglesia se completó en 1891; al año siguiente se añadió una casa parroquial de madera y en 1923 se construyó una escuela de ladrillos Los dos últimos edificios están incluidos en la lista histórica de la ciudad, mientras que la iglesia está en la lista nacional y estatal.
La Iglesia Evangélica Luterana de Getsemaní fue construida en 1891; la congregación usó el edificio hasta 1976, cuando desapareció. El edificio fue comprado por Motor City Missionary Baptist Church en 1978. La congregación de la Iglesia Bautista de Motor City fue organizada en 1967 por John W. Haynes y su esposa Inez.

## Descripción
La Iglesia Evangélica Luterana de Getsemaní es una capilla gótica carpintera de madera. Es una construcción de marco con hastiales en los extremos, una torre central y un vestíbulo al frente. El revestimiento de tablillas original todavía reviste el edificio, aunque la pintura blanca ha reemplazado el esquema de color original crema y dorado con detalles en rojo y azul. Cada lado tiene cinco vidrieras altas con arcos ojivales, y los aleros están adornados con ménsulas curvas huecas y un friso con paneles.
El interior está excepcionalmente bien conservado. Las paredes interiores cuentan con revestimiento de madera de tablero vertical, con el área superior cubierta con lona pintada de color crema. El órgano de la iglesia se encuentra en un balcón trasero.
El altar de Getsemaní ahora es utilizado por la Iglesia Luterana Cristo Nuestro Salvador en Livonia.

## Galería

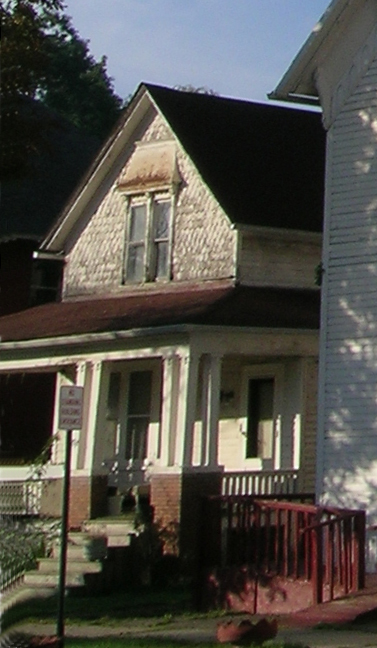
Casa parroquial
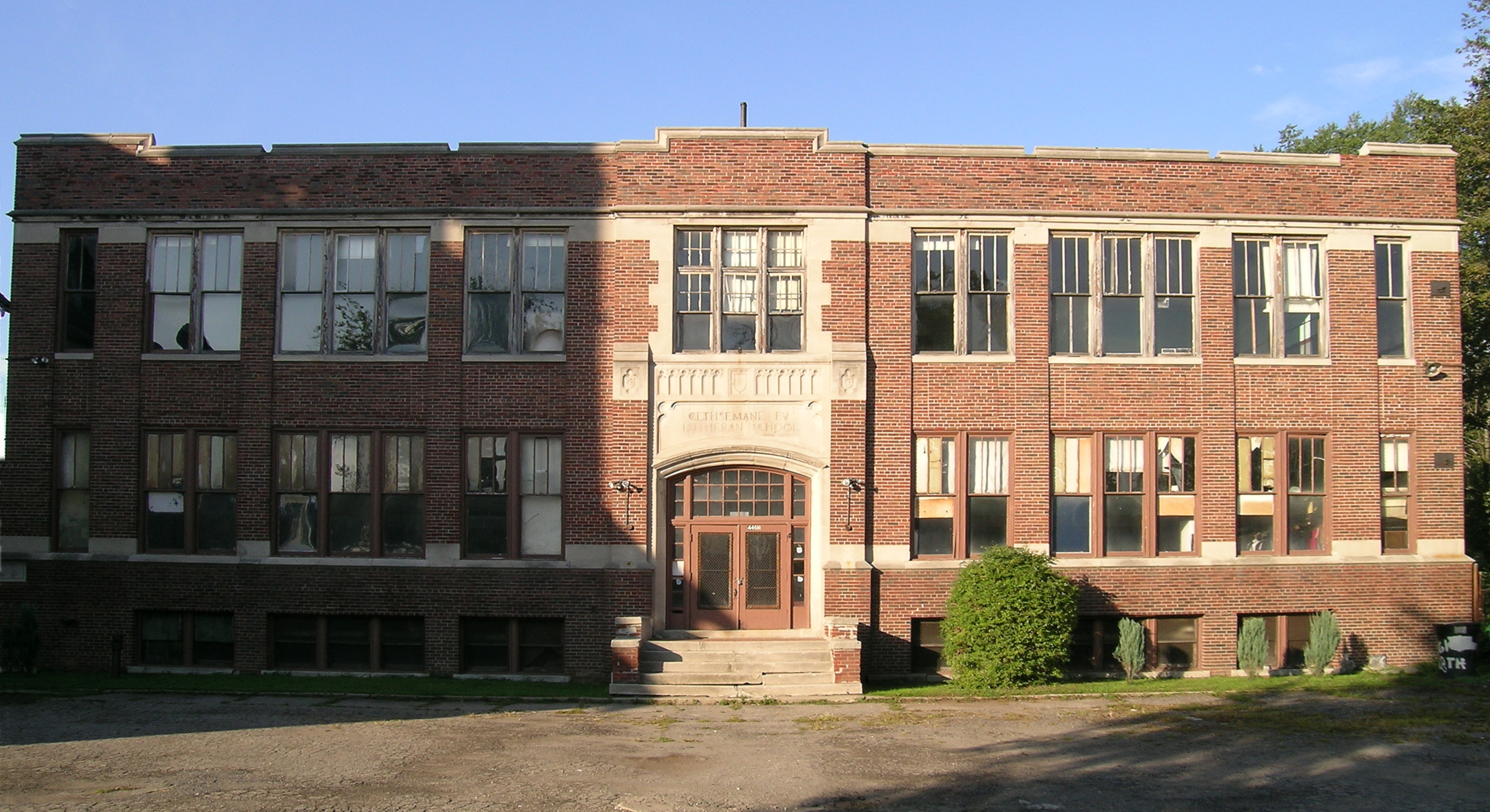
Escuela detrás de la iglesia